# Satan (gruppo musicale)
I Satan sono un gruppo musicale heavy metal britannico formatosi a Newcastle upon Tyne nel 1980. La band si è spesso sciolta e riformata nell’arco della carriera, ed ha cambiato nome per due volte, chiamandosi prima Blind Fury e poi Pariah; dal 2004, anno in cui si riunita per esibirsi dal vivo, ha ripreso a chiamarsi Satan.

## Storia del gruppo

### Le origini e l’esordio (1979-1984)
Le origini del gruppo risalgono al 1979, quando Steve Ramsey e Russ Tippins, che sedevano ancora dietro ai banchi di scuola, decisero di dedicarsi alla musica insieme ad altri loro coetanei. La prima formazione era composta da Ramsey e Tippins alle chitarre, dal cantante Andrew Frepp (lo stesso anno sostituito da Steve Allsop), dal bassista Steven Bee e da Andy Reed alla batteria, si trattava però soltanto di una band scolastica.

La genesi vera e propria del gruppo ebbe luogo verso la fine del 1980 con l'ingresso del bassista Graeme English al posto di Bee. L'anno seguente incisero un primo demo di quattro tracce con il cantante Steve Allsop; quest'ultimo venne poco dopo sostituito da Trevor Robinson, che registrò le parti vocali sul singolo intitolato Kiss of Death, registrato a dicembre del 1981 ma pubblicato esattamente un anno dopo. Robinson cedette presto il posto a Ian Swift, che prestò la voce per il demo Into the Fire del 1982, in quell'occasione Reed venne rimpiazzato dal batterista Ian McCormack.
Ad agosto del 1983 la band entrò in studio per la registrazione del primo album, per la quale vennero ingaggiati il cantante Brian Ross e il batterista Sean Taylor (ex Raven), entrambi provenienti dai Blitzkrieg. Court in the Act venne pubblicato lo stesso anno in Europa dalla Neat Records, su licenza della Roadrunner, ed arrivò sul mercato statunitense nel 1984, distribuito dalla Metal Blade.

Il disco d’esordio venne apprezzato dal pubblico e destò un certo clamore per le sonorità aggressive, in stile speed metal. Il discreto successo dell’album consentì alla band di esibirsi in una serie di concerti europei.

### Blind Fury (1984-1985)
Al termine del tour, Brian Ross decise di riformare i Blitzkrieg e ciò comportò una battuta d’arresto nell’attività dei Satan, i quali, anche a causa del nome fuorviante, non raggiunsero la stessa popolarità di altre band. I testi delle loro canzoni, infatti, non avevano niente a che fare con l’occulto, bensì trattavano varie tematiche, tra cui anche la giustizia, la guerra e diritti dei nativi americani; il loro nome indusse però alcuni critici ad inquadrarli in un’ottica sfalsata e ciò spinse il gruppo a cambiarlo, adottando quello di Blind Fury.

Con il nuovo nome e con il cantante Lou Taylor, realizzarono l'album Out of Reach pubblicato dalla Roadrunner nel 1985. Lo stile musicale si spostò verso sonorità meno pesanti, ma il disco non riscosse il livello di vendite del precedente. I cambiamenti non sortirono l’effetto sperato, lasciando spiazzati i fan e non giovando alla band che poco dopo riprese a chiamarsi con il nome originale.

### Di nuovo Satan (1985-1988)
Come avvenuto in precedenza il cambio di nome portò l’ingresso di un nuovo cantante e di nuove coordinate stilistiche. Michael Jackson sostituì Taylor e partecipò alla realizzazione dell’EP Into the Future uscito nel 1986. L’anno successivo, attraverso la Steamhammer, diedero alle stampe Suspended Sentence, un album in cui le sonorità tornarono ad appesantirsi e che, rispetto all’esordio, presentò delle ritmiche di stampo thrash metal. In seguito, a supporto della nuova uscita, intrapresero un tour europeo assieme ai Running Wild. Nel 1988, ancora una volta, la band decise di cambiare nome assumendo quello di Pariah.

### Pariah (1988-1999)
Con la stessa formazione e la stessa etichetta discografica di Suspended Sentence, i Pariah pubblicarono The Kindred e Blaze of Obscurity, due album in cui mantennero lo stile compositivo adottato in precedenza. Questi dischi ottennero un buon successo commerciale che fino a quel momento non era mai stato raggiunto dalla band.

A causa di problemi con la casa discografica, la loro attività subì un’interruzione, così, nel 1990 Ramsey ed English si dedicarono ad un nuovo progetto musicale, dando vita agli Skyclad assieme a Martin Walkyier, proveniente dai Sabbat.
In seguito, in vista della realizzazione di un altro album, vennero reclutati il batterista Ian McCormack (che in precedenza aveva già militato nei Satan) ed il cantante Alan Hunter (che collaborò con loro ai tempi di Court in the Act). Per la pubblicazione di Unity si dovette quindi attendere fino al 1997. Due anni dopo questa uscita il gruppo si esibì in concerto al Wacken Open Air e in seguito si sciolse.

### La rinascita (2004, 2011-oggi)
Nonostante le vicissitudini, nel 2003 venne annunciata la partecipazione dei Satan al festival Keep It True che si tenne ad aprile dell’anno successivo, ma la loro partecipazione fu subito cancellata. Alcuni mesi dopo salirono invece sul palco del Wacken Open Air, esibendosi con la stessa formazione del loro primo album, fatta eccezione per il batterista. Lo stesso anno uscì il live Live in the Act, contenente il concerto tenuto dalla band nel 1983 al Dynamo Club di Eindhoven, oltre alle canzoni Heads Will Roll e Kiss of Death tratte dall'omonimo singolo del 1982.
Nel 2011 si sono definitivamente riformati, con la formazione di Court in the Act, ed hanno partecipato al Keep it True. Lo stesso anno è uscita la raccolta The Early Demos, contenente materiale tratto da demo e concerti dei primi anni ottanta. Nel 2013 è uscito l'album Life Sentence e in seguito hanno pubblicato il live Trail of Fire: Live in North America, registrato nel 2014 durante quello che è stato il loro primo tour americano; entrambi sono stati pubblicati dalla Listenable Records.

Ad ottobre del 2015 hanno realizzato un nuovo disco intitolato Atom by Atom e pubblicato dalla stessa etichetta dei due precedenti.

## Formazione

### Formazione attuale
- Brian Ross – voce (1983-1984, 2004, 2011-presente)
- Steve Ramsey – chitarra (1980-1999, 2004, 2011-presente)
- Russ Tippins – chitarra (1980-1999, 2004, 2011-presente)
- Graeme English – basso (1980-1999, 2004, 2011-presente)
- Sean Taylor – batteria (1983-1989, 2011-presente)

### Ex componenti
- Andy Reed – batteria (1980-1981)
- Ian McCormack - batteria (1980-1981, Pariah 1993-1999)
- Steve Allsop – voce (1980-1981)
- Trevor Robinson – voce (1981-1982)
- Ian Swift – voce (1982-1983)
- Lou Taylor – voce (Blind Fury 1983-1985)
- Michael Jackson – voce (Pariah 1985-1989)
- Alan Hunter – voce (Pariah 1993-1999)

### Ex turnista
- Phil Brewis – batteria (2004)

## Discografia

### Album in studio
- 1983 – Court in the Act
- 1987 – Suspended Sentence
- 2013 – Life Sentence
- 2015 – Atom by Atom
- 2018 - Cruel Magic
- 2022 - Earth Infernal
- 2024 - Songs in Crimson

### Album dal vivo
- 2004 - Live in the Act
- 2014 - Trail of Fire: Live in North America

### Raccolte
- 2011 - The Early Demos

### EP
- 1986 - Into the Future

### Singoli
- 1982 - Kiss of Death

### Demo
- 1981 - Guardian
- 1982 - Into the Fire

### Come Blind Fury
- 1985 – Out of Reach

### Come Pariah
- 1988 – The Kindred
- 1989 – Blaze of Obscurity
- 1997 – Unity

## Artisti musicali correlati
- Blitzkrieg
- Skyclad